# The Sacados
The Sacados es un grupo musical argentino integrado por Darío Moscatelli y Cynthia Nilson. Formado en Buenos Aires a mediados de 1990, el estilo del conjunto fusiona el house y el pop, alcanzando gran repercusión en América.

## Carrera

### Inicios
El grupo se formó a mediados de 1990 en Buenos Aires, Argentina, bajo la producción de Bernardo Bergeret y sus integrantes fueron Darío Moscatelli (nacido el 27 de enero de 1966), Analía Galloso y Gladys Escudero. Al estilo de algunos grupos de la época, en sus inicios las integrantes eran modelos y quien cantaba las voces femeninas era Rosana Cortez. El grupo se caracterizó por la originalidad de sus vestuarios y coreografías y por sus letras divertidas con sonido pop electrónico, creado por Nicolás y Alejandro Guerrieri, Moscatelli y Cortez. Su primer éxito fue "Ritmo de la noche". El fenómeno de la canción fue tan grande que su título fue usado para el show homónimo que conducía  Marcelo Tinelli por Telefe.

### Éxito internacional
The Sacados logró gran éxito mediante la adaptación al Español de exitosas canciones en Inglés, las cuales les permitieron conectar con una amplia audiencia en América Latina, fusionando éxitos internacionales con su característico estilo musical:
- "Bikini a lunares amarillo"

Versión en español de "Itsy Bitsy Teenie Weenie Yellow Polka Dot Bikini" de Brian Hyland (1960) y luego reversionada por Bombalurina. Esta adaptación fue un éxito en América Latina en los años 90.
- "Ritmo de la noche"

Basada en "I Go to Rio" de Peter Allen y Adrienne Anderson (1973). El tema fue popularizado por el grupo alemán Chocolate en 1990 bajo el nombre "Ritmo de la Noche" y adaptado al español por The Sacados.
- "Sabes mi número"

Basada en "I Can't Stand It" de la agrupación Twenty 4 Seven (1990). La canción mantiene el estilo dance-pop característico de la banda.
- "Mil horas"

Cover del clásico de Andrés Calamaro. The Sacados le dieron un toque dance-pop, incluido en su álbum Asunto Chino (1994).
- "Pensando en esa chica"

Versión en español de "Thinking of You" de Sister Sledge (1979). The Sacados adaptaron la canción al estilo dance-pop, manteniendo su esencia.
- "La Primavera"

Cover de "La Primavera" del grupo Español Los Frenillos (1987).
- "Calor"

Cover de "Calor" del cantante Argentino Palito Ortega (1965).
A partir del éxito obtenido por adaptar canciones en Inglés, en 1990 comienzan una gira por Argentina, Paraguay y Uruguay, que terminaría en septiembre de 1991. En este mismo año realizan un concierto en Chile, como banda soporte de Technotronic.
Luego de grabar su disco Contraatacan, que contiene su éxito, "La primavera", realizan una gira por Centroamérica. En 1992 se presentan en el Festival de Viña del Mar, lo que les generó mayor éxito y siguieron realizando  giras por Chile, Perú, Bolivia y México. Se edita una recopilación de sus canciones en España.
Los hermanos Guerrieri abandonan el grupo y de allí en adelante Darío Moscatelli pasa a ser el productor de casi todos sus discos.

En 1992 sale al mercado el álbum Volumen III, que tuvo ediciones especiales en Chile (con cinco temas no incluidos en la versión argentina) y en Centroamérica, donde la canción "Me pica" se convierte en un éxito, tanto que le dio el nombre al disco en México y otros países de la región. Realizan una gira promocional que culmina en 1993 con un concierto en Guatemala.

En 1994 se lanza Asunto chino, un disco alejado del house y con una tendencia más hacia el pop. Éste contó con la participación de Phillipe Deweys, compositor y productor belga. "Paren de venir", un tema que hablaba de la gran afluencia de artistas a Argentina, y "Más de lo que te imaginas" se transforman en los primeros éxitos de autoría de Darío.
Gladys Escudero es reemplazada por Roxana Menegotto, de Ritmo de la Noche. En 1995 Ingresa como cantante Cynthia Nilson convirtiéndose en la voz femenina del grupo.   
Asunto Chino sería el parteaguas de éxitos en Latinoamérica, España y Estados Unidos, donde "Más de lo que te imaginas", "¿Te falta mucho?", "Lola" y un cover de Andrés Calamaro (Mil horas) se convierten en el gusto de adolescentes y jóvenes, asimismo alcanzando las listas de popularidad en México hacia 1995 y 1996, donde aparecieron enlistados con "Más de lo que te imaginas" en sus dos versiones (original y remix 95') al lado de artistas consagrados en aquel momento como Thalía, Fey, Sentidos Opuestos,  Jeans y La Onda Vaselina.
Hacia 1996, se presentan en la sexta entrega de premios Eres celebrada en la Ciudad de México, donde fueron aclamados por el público, ese mismo año y el consecuente, serían partícipes del Festival Acapulco, convirtiéndose en artistas del agrado del público en general.
Una versión en vivo de "Más de lo que te imaginas" es el primer corte de su siguiente disco, Alter Nativo. Sus canciones suenan en toda Latinoamérica y hacen giras nuevamente en México, Ecuador y Perú.

### Cambios
Al comenzar 1996, The Sacados recibe mayor reconocimiento en México y graban Laberinto de canciones. De ese trabajo se desprenden nuevos éxitos, como "Calor", de Palito Ortega, y "Pensando en esa chica". 
En 1998 firman contrato con BMG México y se radican en ese país. Se integra al grupo Cynthia Nilson como imagen también , ya que Cynthia Nilson canta
en The Sacados desde 1995,  y graban Mucho mejor. Con este disco, hacen giras por todo México hasta que en el año 2001, ya como dúo, se radican en Estados Unidos. Darío comienza a trabajar como productor, arreglador y compositor para artistas como Ricardo Montaner, Luciano Pereyra, Alexandre Pires y Azúcar Moreno, siendo ganador del premio americano ASCAP y tres veces nominado al Grammy. Cynthia Nilson, a su vez, fue nominada dos veces al Grammy como autora y mejor balada del año. También ganó el premio ASCAP.
En 2016 se integran al elenco del 90's Pop Tour al lado de otros grupos y giran por México, Estados Unidos y Latinoamérica, grabando 4 CDs y DVDs: 90’s Pop Tour Vol. 1, 90’s Pop Tour Vol. 2 y 90’s Pop Tour 3 y 90’s Pop Tour 5 Arena 20. Cynthia Nilson participó en Volumen 2 como invitada especial y en Volumen 3 y 5 como parte de la gira.

## Discografía
- Te pido + respeto (1990)
- Contraatacan (1991)
- Volumen III (1992)
- Asunto chino (1994)
- Alter nativo (1995)
- Laberinto de canciones (1996)
- Mucho mejor (1997)
- De onda, grandes éxitos: 1990-2000 (2000)
- Super éxitos (2009)
- SuperExitos Vol 2 (2012)
- 90's Pop Tour (2017)
- 90's Pop Tour, Vol.2 (2018)
- 90's Pop Tour, Vol.3 (2019)
- 90's Pop Tour 5 Arena 20 (2024)